# Nagyekemező

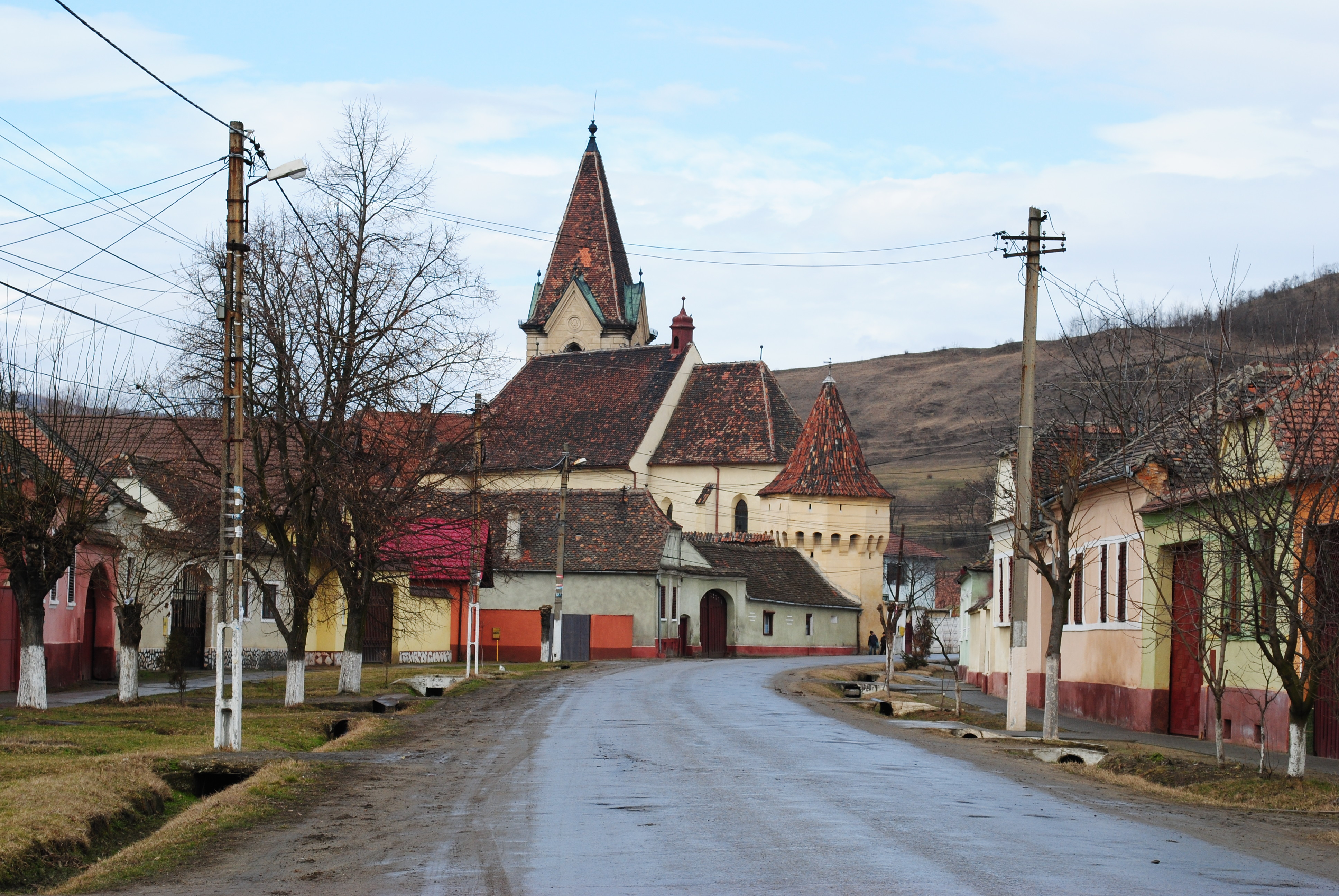
Evangélikus templom

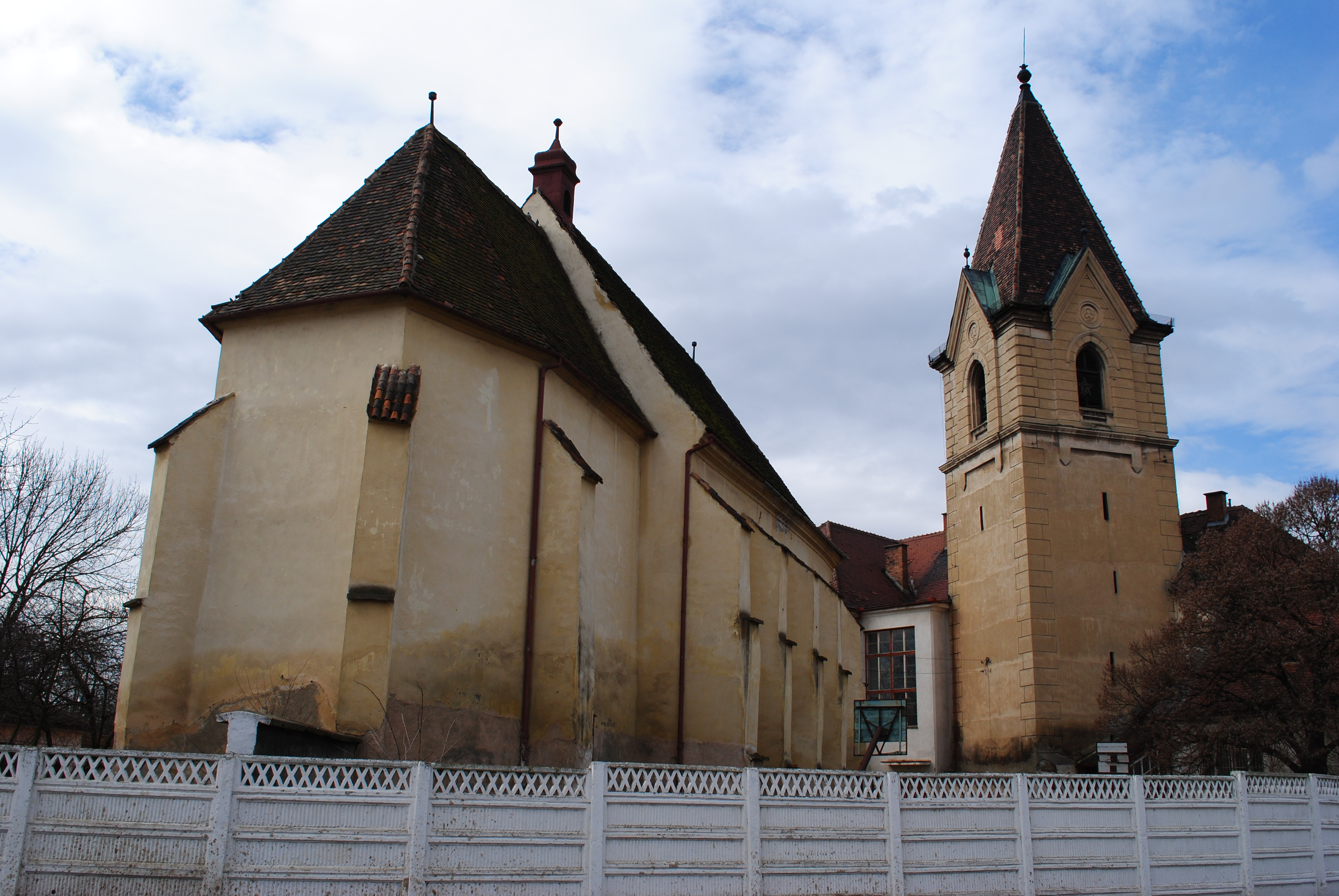

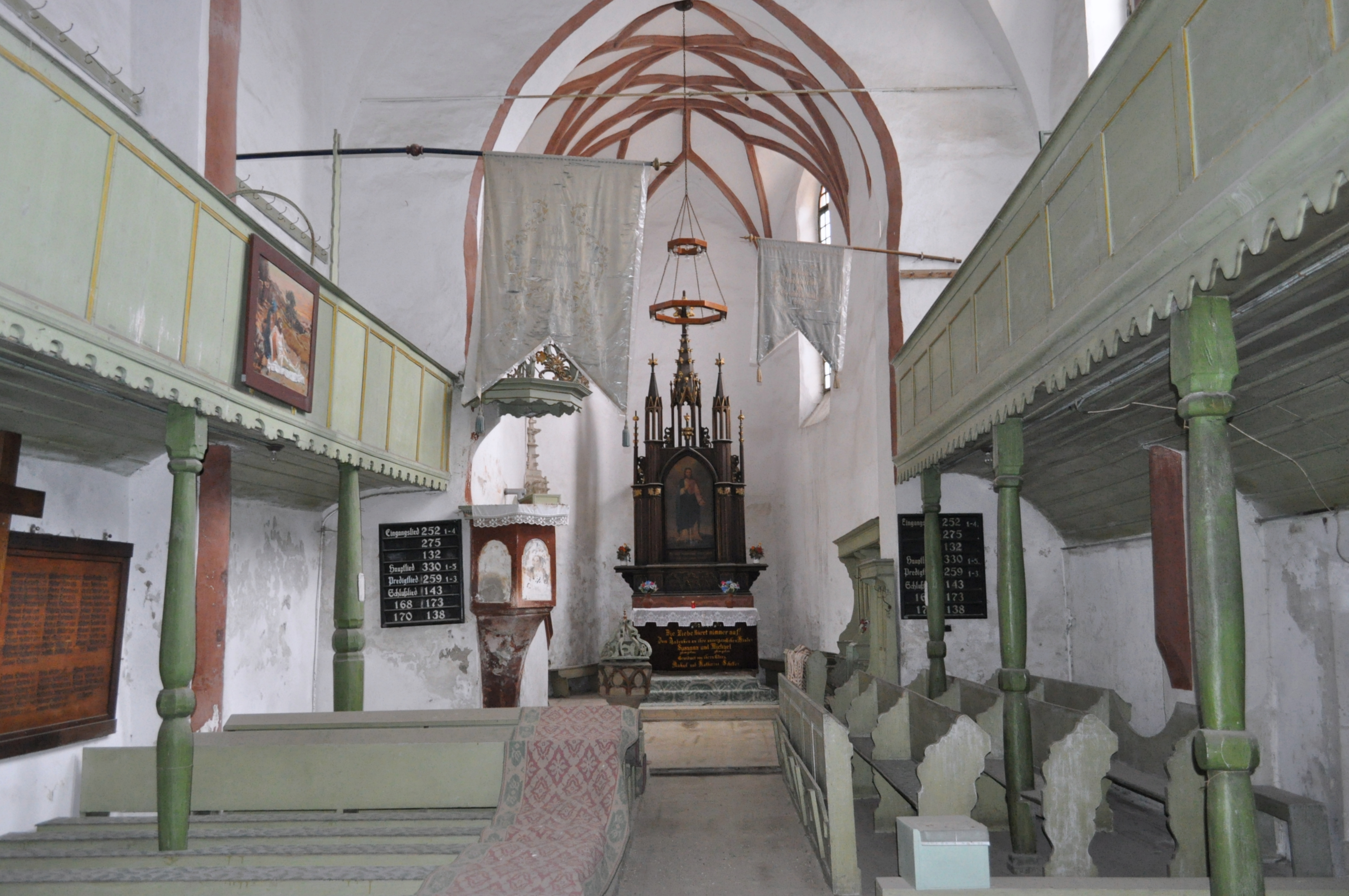

Nagyekemező (románul: Târnava, 1958-ig Proștea Mare, népiesen Probștea Mare, németül: Grossprobtsdorf, szászul Griuspriustref) falu Romániában, Szeben megyében, az azonos nevű község központja.

## Fekvése
A Nagy-Küküllő jobb partján, Medgyes és Kiskapus között fekszik.

## Nevének eredete
Magyar neve – de Ekemezo Maiori (1331), Ekemezev (1334), Noghekemezeu (1360) – szántóföldre utal. Német nevét a Nagyszebeni prépostság tulajdonlása után kapta, a német Propst ugyanis 'prépost'-ot jelent – villa Praepositii (1414), Groszprozdorff (1494), Prostorf (1532). Párhuzamos Kisekemező és Prépostfalva nevével. Eredeti román neve a németből alakult ki. Mivel azonban a román proști 'ostobák'-at jelent, ennélfogva a helységnév 'Nagyostobafalva'-ként értelmezhető, ezt a semleges maira cserélték, a Küküllő román nevéből.

## Története
Határában, a Várhegy-en népvándorláskori, majd az Árpád-korban is használt földvárat, a Mihăuț határrészben hallstatti, római kori és népvándorláskori települést, a Palamor határrészben pedig 7. századi szláv nekropoliszt tártak fel, harminc urnasírral.
Szász telepítésű falu volt, 1359 és 1424 között a Nagyszebeni prépostság birtoka. A prépostság megszüntetése után hovatartozása majd négyszáz éven keresztül viták tárgyát képezte. Mátyás ugyan 1469-ben elrendelte, hogy a prépostság egykori falvai a Királyfölddel együtt adózzanak, de Nagyszeben tanácsa már 1494-ben panaszt emelt amiatt, hogy a falut Küküllő vármegye adóztatta. Ezután rendelettel töröltették a vármegye adójegyzékéből, de a szabad szász falvaktól eltérően jobbágyfalu maradt, és az Erdélyi Fejedelemség korában már ismét Küküllő vármegyéhez számították. Az 1780-as években került Medgyesszékhez, majd 1876-ban Kis-Küküllő vármegyéhez csatolták.
Iskolamesteréről az első adat 1567-ből való. 1630-ban 104 portát, 1721-ben 94 telkes és 74 telketlen szász jobbágyot, 48 román zsellért és 25 szabadost számoltak össze benne. Görögkatolikus egyháza 1824-ben alakult. Ugyanazon évben éves (országos) vásár tartására nyert szabadalmat. 1896-ban százötven család készített eladásra szőtteseket és varrottasokat.
1933. július 13-án lángra lobbant a Grossepelzengrund és a Kleinepelzengrund patakok találkozásától ötven méterre, két nappal korábban felszínre tört földgáz, amely 6-700 méteres mélységből szivárgott föl. A kezdetben hetven méter magas lángoszlopban több éven keresztül napi kb. 14 millió m³ gáz égett el, és egy korabeli visszaemlékezés szerint a tűz „mint óriási fáklya, a fél Erdélyt bevilágította”

## Lakossága
- 1850-ben a falu 1174 lakosából 806 német, 223 roma és 145 román; 806 evangélikus és 368 görögkatolikus volt.
- 2002-ben 2212 lakosából 1444 volt román, 656 roma, 71 magyar és 41 német nemzetiségű; 2043 ortodox, 61 pünkösdista, 36 evangélikus, 29 református és 25 római katolikus vallású.

## Nevezetességek
- A falutól nyugatra, a 416 méter magas Burgberg platóján egy bozóttal benőtt, nagy méretű földvár maradványai találhatók. Először a népvándorláskorban, majd az Árpád-korban, sőt Kurt Horedt szerint egészen a 14–15. századig használták. A kettős árokkal kerített belsővár száz méteres átmérőjű, ezt még két külső sánc is védte.
- Evangélikus erődtemploma. Maga a templom 1505 és 1590 között, késő gótikus stílusban épült. Dongaboltozata 1792-ből való, déli falának három ablakát 1869-ben megnagyobbították. Az 1480-as években készült szárnyas oltár fennmaradt képeit a nagyszebeni Brukenthal Múzeum őrzi. Egyik harangját a 14–15. században, a másikat a 15. század első felében öntötték.[7] Keresztelő medencéje szintén középkori. Sekrestyéjét a 20. században elbontották. Egykor kilenc méter magas, a 16. század végén épült várfalából csak részletek maradtak fenn. A templomtól tíz méterre délre áll az 1897-ben, neogótikus stílusban harangtoronnyá átépített egykori védőtorony.[8] A Nagy-Küküllő áradása 1877-ben két méter mélyen elmosta a talajt a templom körül.
- Lakóház (Str. Mihai Eminescu 2, 1574).

## Oktatás
- A településen autószerelőket képző szakközépiskola működik.

## Híres emberek
- Itt született Johannes Oltard erdélyi szász krónikaíró, evangélikus lelkész (1576–1630).
- Itt született Kovács Károly költő, újságíró (1898–1976).